# جانيت غودفري
جانيت غودفري (بالإنجليزية: Janet Godfrey)‏ هي كاتبة غنائية أمريكية، ولدت في القرن العشرين.

## وصلات خارجية
- جانيت غودفري على موقع ميوزك برينز (الإنجليزية)